# Райхенбах (род)
Райхенбах (на немски: Reichenbach) е графска фамилия, клон na рода на графовете на Гозмар, който от 1089 г. се нарича на замък Райхенбах в днешната част Райхенбах на град Хесиш Лихтенау в Северен Хесен.
Техните прародители притежават замъка от около 750 г. и са поставени там за графове след завладяването на територията от франките под Пипин III Къси. Линията Райхенбах измира по мъжка линия през 1279 г. Другата линия Цигенхайн преживявя до 1450 г.

## Известни
- Гозмар (* 1020, † сл. 1062), граф, 1062 Фогт на Фулда. Построява замък на мястото на римски кастел
- Гозмар I (* 1045, † сл. 1117), син на Гозмар. Нарича се пръв „граф на Райхенбах“, от 1108 г. Фогт на Фулда
- Рудолф I (* 1070, † сл. 1123) и Гозмар II († 1141), един след друг наследяват баща си Гозмар I Гозмар II мести резиденцията си от Райхенбах във Вегебах и става прародител на графовете на Цигенхайн
- Готфрид I фон Цигенхайн, наследява баща си Гозмар II. Той се мести 1144в Цигенхайн, построява нов замък. Той и неговите наследници се наричат оттогава графове на Цигенхайн.
- Попо I († 1156), тртият син на Гозмар I, получава след смъртта на бездетния си брат Рудолф I, Райхенбахската част на фамилната собственост. Жени се за Берта от Фелсберг. Получава от архиепископа на Майнц Адалберт II през 1141 г. замък Холенде на измрелия през 1137 г. по мъжка линия род Гизони.
- Хайнрих I († 1170), наследява баща си Попо I
- Хайнрих III († 1250), наследява баща си Хайнрих I. Влиза със син си Хайнрих IV през 1219/1221 г. в Тевтонския орден и оставя графството на син си Вигер.
- Готфрид III († 1279), третият син на Хайнрих III. С него измира род Райхенбах.

Наследството заедно със замък Райхенбах и голямата им териториална собственост, според договор от 1233 г. между Бертхолд I фон Цигенхайн и Конрад фон Тюринген от род Лудовинги, отиват на Хайнрих I, ландграф на Хесен.